# Zeyk László
Zeykfalvi Zeyk László (Zeykfalva, 1809. — Dicsőszentmárton, 1892. január 23.) magyar honvédszázados.

## Életútja
Apja Zeyk János (1786-1860) földbirtokos és író volt. A fiatal Zeyk László jogot végzett, majd Kutyfalván gazdálkodott, ekkor tört ki az 1848–49-es forradalom és szabadságharc.
1848 novemberétől a marosszéki önkéntes zászlóalj 2. századában teljesített szolgálatot századosi beosztásban. Ebből a zászlóaljból szervezték meg 1849 januárjában a 87. honvédzászlóaljt, Zeyk László itt is századosi beosztásban működött. A feketehalmi ütközetben (1849. március 18.) nyújtott teljesítményéért Bem József tábornok 3. osztályú érdemjellel tüntette ki. Alakulatával 1849. áprilisig Erdélyben harcolt, majd a délvidéken. 1949. nyarán hosszabb időn át alakulatának parancsnoka volt a IV. hadtestben.
1852-ben függetlenségi szervezkedésben való részvétel miatt eljárás indult ellene, de bizonyítékok hiányában szabadon engedték. Az 1867-es kiegyezés után törvényszéki ülnökké választották Alsó-Fehér megyében. 1867 és 1889 közt a marosszéki honvédegyletben működött.